# حسن گل‌محمدی
حسن گل‌محمدی

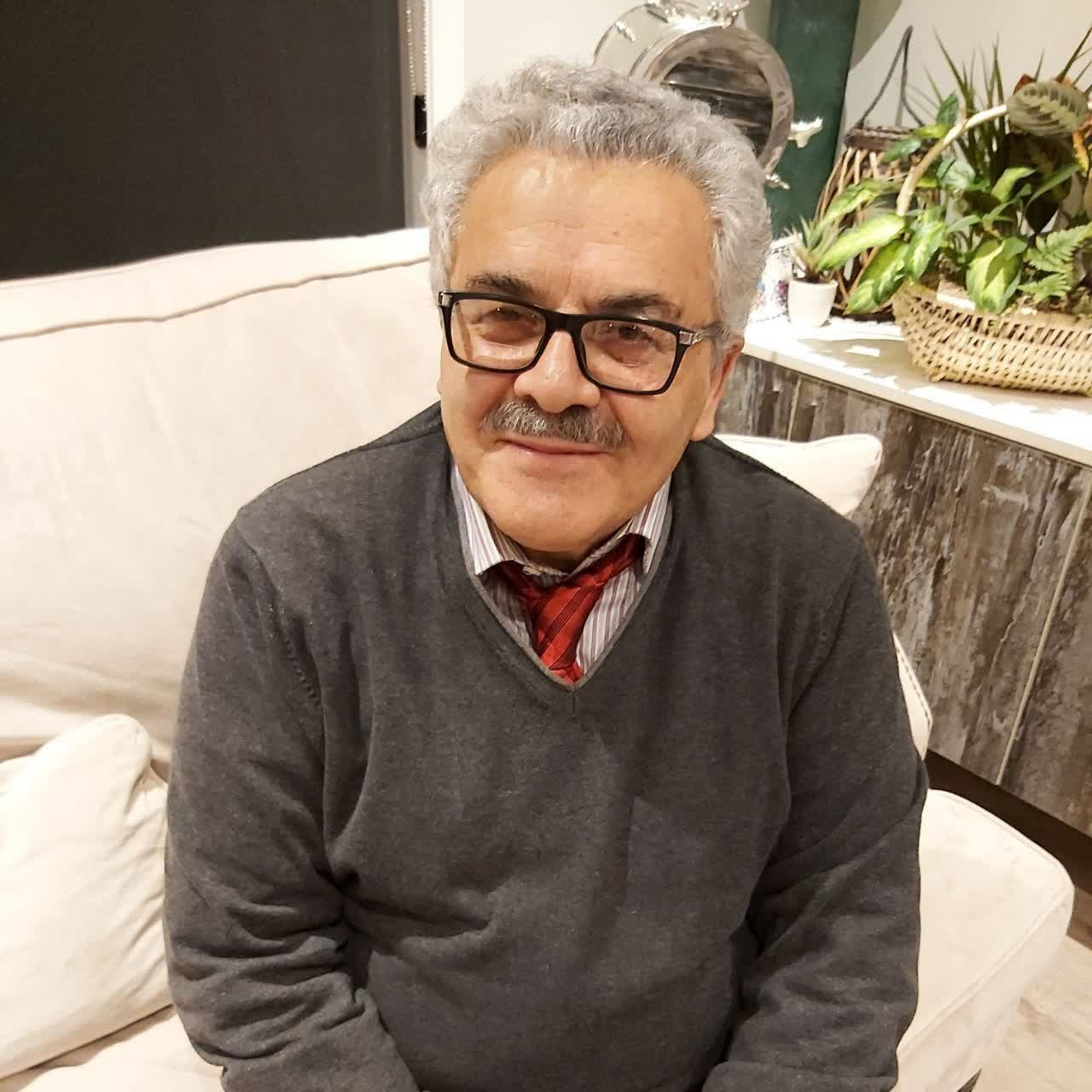
دکتر حسن گل‌محمدی پژوهشگر ادبیات فارسی

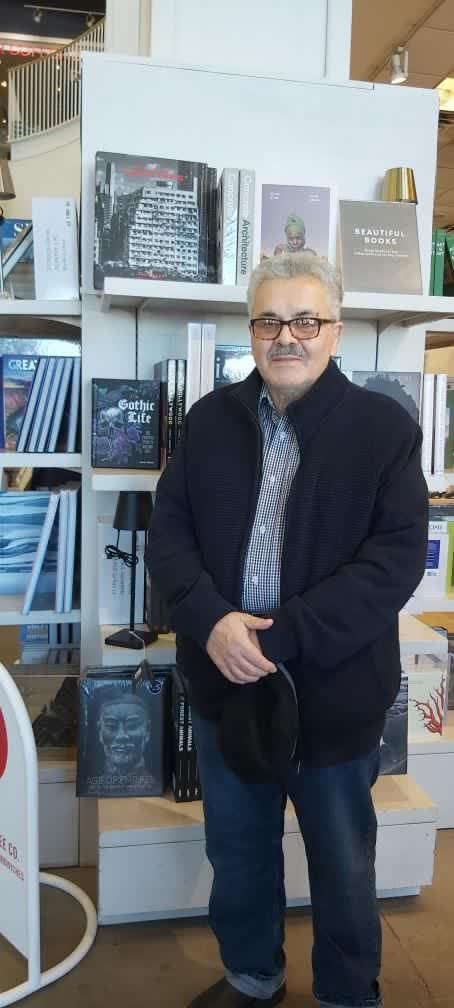
حسن گل‌محمدی در کتابفروشی ایندیگو بوکس بزرگترین کتاب‌فروشی کانادا و آمریکا

(متولد ۱۱ خرداد ۱۳۲۹، کیلان دماوند) پژوهشگر معاصر ادبیات فارسی است.

## زندگی
حسن گل‌محمدی، پیش از آن که به دبستان برود مدتی در مکتب خانه به خواندن و آموختن پرداخت. تحصیلات ابتدایی و متوسطه را تا سال سوم دبیرستان در محل تولد خود به پایان برد. پس از آن رهسپار تهران شد و در دبیرستان‌های کمال و خوارزمی به ادامه تحصیل پرداخت. پس از اتمام تحصیلات دوره دبیرستان وارد پردیس دانشکده‌های فنی دانشگاه تهران شد و در سال ۱۳۵۳ در رشته مهندسی مکانیک فوق لیسانس گرفت. نامبرده تحصیلات و مطالعات خود را در زمینه‌های مدیریت و زبان و ادبیات فارسی ادامه داد و موفق به گذراندن دوره عالی مدیریت (دکترا) در ایران و دوره عالی مدیریت راهبردی در دانشگاه کرانفیلد انگلستان شد. ولی آنچه که نامبرده از دوران کودکی و نوجوانی در سر داشت و رهایش نمی‌کرد، عشق به ادبیات به‌ویژه شعر بود؛ بنابراین همزمان با فعالیت‌های تخصصی به سرودن شعر و انجام فعالیت‌های مطالعاتی و تحقیقاتی و تألیف کتب مختلف و هم‌چنین همکاری با مطبوعات پرداخت، به‌طوری که تاکنون متجاوز بیش از یکصد جلد کتاب و صدها مقاله از وی در زمینه‌های گوناگون به‌ویژه شعر و ادب پارسی چاپ و منتشر شده است.
بخش قابل توجهی از فعالیت‌های فرهنگی و تحقیقاتی حسن گل‌محمدی را کتاب‌های تخصصی در رشته‌های فنی و مدیریتی تشکیل می‌دهد. عمده این آثار در رابطه با موضوعات حفاظت صنعتی و حریق، مدارها و فرمان‌های نیوماتیک، مهندسی تعمیرات و نگهداری، مدیریت تطبیقی، ارگونومی یا مهندسی فاکتورهای انسانی است. گل‌محمدی که متجاوز از ۵۰ سال به کارهای فرهنگی و دانشگاهی اشتغال داشته است، مدت ۳۰ سال عضو هیئت امنا و عضو هیئت علمی دانشکده صنایع ایران بود و سال‌های متمادی به تدریس، تحقیق و تألیف پرداخته و بسیاری از کتب و جزوات درسی او مورد استفاده دانشجویان و دانش پژوهان بوده است. 
گل‌محمدی با توجه به عشق و علاقه‌ای که به زبان و ادبیات فارسی به ویژه شعر داشته و دارد از دوران نوجوانی و هنگامی که در روستا زندگی می‌کرد به سرودن شعر و نگارش مقاله پرداخت و آنها را برای مجلات روز کشور که در تهران منتشر می‌شدند، می‌فرستاد. ولی از زمانی که برای تحصیل به تهران آمد، فعالیت و همکاری مطبوعاتی خود را با جراید توسعه داد و با بسیاری از مجلات همکاری داشت. مدتی نیز عضو و رئیس شورای نویسندگان مجله صنعت و ایمنی بود که حدود ۱۵ سال در تهران منتشر شد.
حسن گل‌محمدی در سال ۱۳۸۶ برای ادامه تحصیل فرزندانش به خارج از کشور مهاجرت کرد و از آن به بعد هر سال مدتی برای انجام کارهای فرهنگی و انتشاراتی خود به ایران سفر می‌کند. هنگامی که در خارج از ایران نیز زندگی می‌کند، عشق و علاقه به کارهای فرهنگی و ادبی لحظه‌ای او را رها نمی‌کند به طوری که در خارج نیز به نگارش کتب مختلف از جمله شاهنامه فردوسی به نثر برای نثرهای جوان مهاجر اقدام نموده و آن را با نام «شاهنامه برای همه» به چاپ رسانده که مورد استقبال قابل توجهی قرار گرفته است. نقدها و مصاحبه‌های گل محمدی که برای آگاهی نسل‌های جوان ایرانی در داخل و خارج از کشور به رشته تحریر درآمده، از دیگر فعالیت‌های این نویسنده است.

## کتاب‌های فنی و صنعتی
- ایمنی آتش‌سوزی: انتشارات آشتیانی، ۱۳۶۲
- موارد و نکات ایمنی بهداشتی و آتش‌سوزی درکارگاه‌ها: انتشارات تجریش، ۱۳۶۲[۲]
- آتش و آتش‌سوزی: آموزش در ایمنی و بهداشت کارخانه‌ها و کارگاه‌های تولیدی و صنعتی: انتشارات اطلس، ۱۳۶۹[۳]

## آثار ادبی
- آثار برجسته در زمینه نقد و بررسی ادبی:

1. محمود دولت‌آبادی چه می‌گوید؟ (چهار نقد و یک مصاحبه): انتشارات یاقوت علم، تهران، ۱۳۹۱[۴]
2. دکتر شفیعی کدکنی چه می‌گوید؟ انتشارات یاقوت علم، تهران، ۱۳۹۹[۵]
3. امیرهوشنگ ابتهاج (ه.ا. سایه) شاعری که باید از نو شناخت: انتشارات یاقوت علم، تهران، ۱۳۹۸[۶]
4. نیما چه می‌گوید؟ نقد و بررسی یادداشت‌های روزانه نیما یوشیج: انتشارات سخن، تهران، ۱۳۹۰[۷]
5. از شعر چریکی تا عرفان حلاج، نقد و بررسی کرونولوژیکی اشعار دکتر شفیعی کدکنی: انتشارات جامی (مصدق)، ۱۴۰۲[۸]

- مجموعه اشعار

حسن گل‌محمدی دارای یک مجموعه کامل اشعار: انتشارات کومش، ۱۳۹۵ و شش مجموعه شعر زیر است.
1. فصل پرواز: انتشارات تجریش، ۱۳۶۶[۱۰]
2. لاجرم بر دل نشیند (مجموعه دو بیتی): انتشارات اطلس، ۱۳۷۲[۱۱]
3. سایه‌هایی از گذشته
4. دیوارهای بلند فاصله
5. در روزگار قحطی تبسم و عشق
6. از سکوت تا فریاد[۱۲]

- رمان، مجموعه داستان و …

1. مهاجران خسته دل: انتشارات گوتنبرگ، ۱۳۹۸[۱۳]
2. مردم شرافتمند
3. نسل سرگردان: انتشارات یاقوت علم، ۱۳۹۹[۱۴]
4. رنسانس مجموعه‌ها: انتشارات گوتنبرگ، ۱۴۰۰[۱۵]
5. رنگ قرمز آسمان (خاطرات قرنطینه): انتشارات جامی (مصدق)، ۱۴۰۰[۱۶]
6. من و خیابان یانگ: مجموعه داستان
7. همسایهه‌های ناشناس: مجموعه داستان
8. اندیشه‌های ایرانی برای زندگی امروز: انتشارات گوتنبرگ، تهران، ۱۳۹۸[۱۷]

- ترجمه‌ها و تصحیح‌ها

1. دیوان کامل فتحعلی‌شاه قاجار: انتشارات اطلس، چاپ اول، ۱۳۷۰.[۱۸]
2. دیوان کامل اشعار ناصرالدین‌شاه قاجار: نشر علم، ۱۳۹۰.[۱۹]
3. دیوان کامل اشعار شاطر عباس صبوحی قمی: نشر علم، ۱۳۹۱.[۲۰]
4. دیوان کامل اشعار ابوطالب دوستکام جهرمی: نشر کمال علم، ۱۳۷۷.[۲۱]
5. فریاد آفریقا (ترجمه سروده‌هایی از شاعران تانزانیا): انتشارات گوتنبرگ، ۱۳۹۸.[۲۲]
6. قصه‌ها، افسانه‌ها و سروده‌های مردم و سرزمین کانادا: انتشارات آواز، ۱۳۹۳.[۲۳]

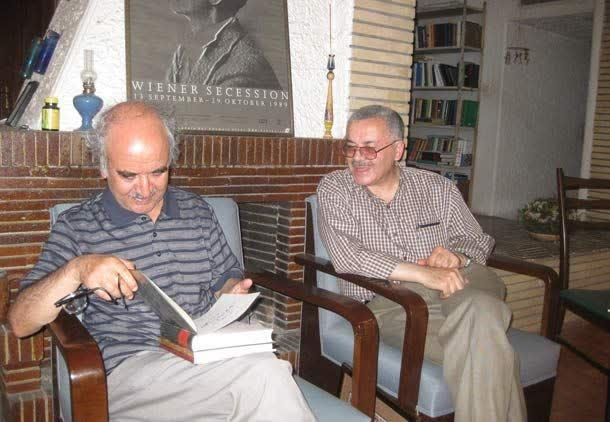
حسن گل‌محمدی و شفیعی کدکنی

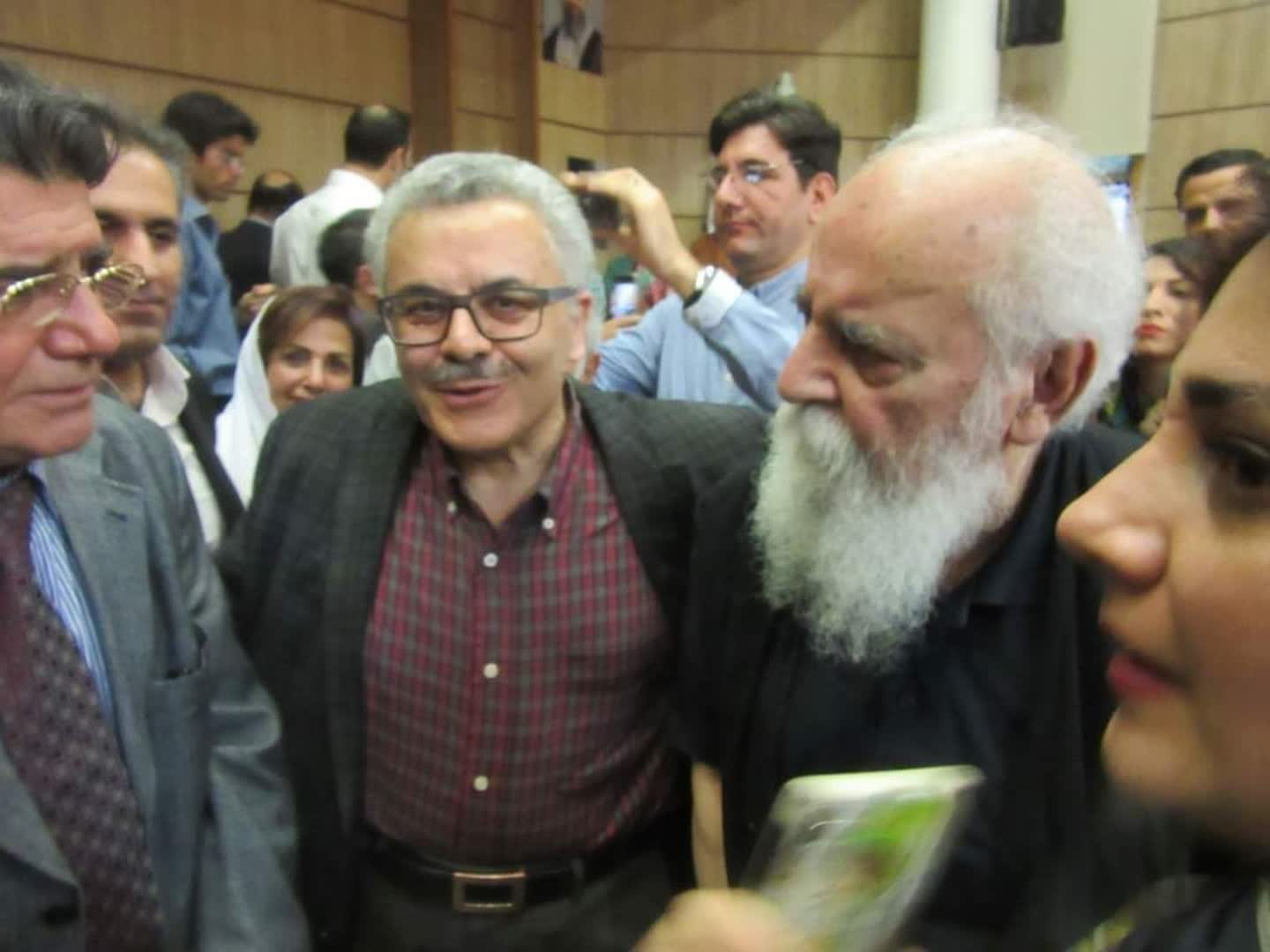
حسن گل‌محمدی به همراه سایه و شجریان

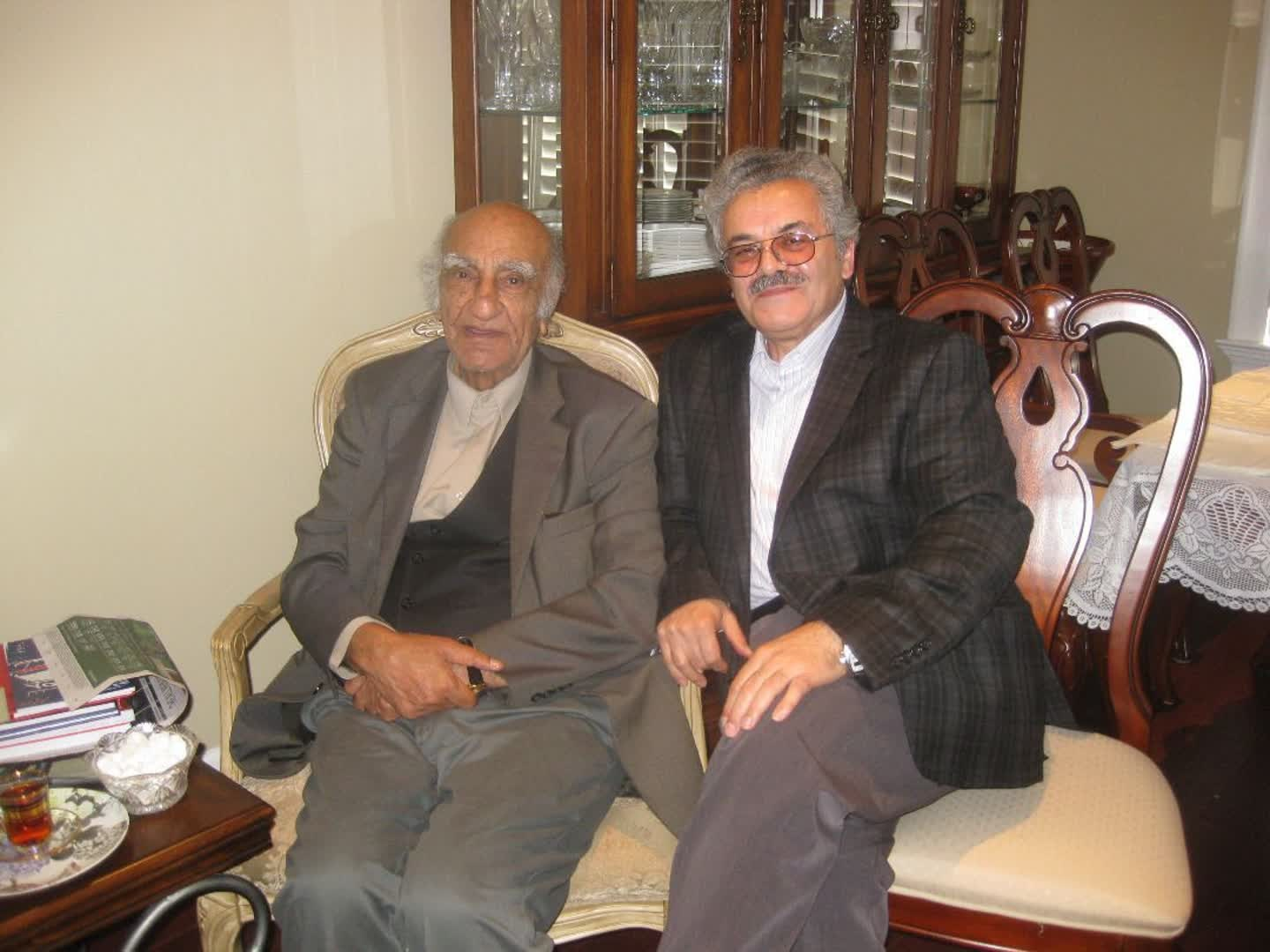
حسن گل‌محمدی و باستانی پاریزی